# Evan Bybee
Evan Bybee (Oklahoma City, 13 maart 1989) is een Amerikaans wielrenner die anno 2018 rijdt voor Holowesko-Citadel p/b Araphaoe Resources.

## Carrière
In 2017 nam Bybee onder meer deel aan de Joe Martin Stage Race en de nationale kampioenschappen. In 2018 werd hij prof bij Holowesko-Citadel p/b Araphaoe Resources.

## Ploegen
- 2018 –  Holowesko-Citadel p/b Araphaoe Resources

Brøchner · Bryon · Bybee · Companioni · Dahlheim · Eisenhart · Flaksis · Gómez · Koontz · Krasilnikaw · Lewis · Lienhard · Murphy · Rhim · Sánchez · Schmitt